# 京都府道・兵庫県道701号加悦但東線
京都府道・兵庫県道701号加悦但東線（きょうとふどう・ひょうごけんどう701ごう かやたんとうせん）は、京都府与謝郡与謝野町から兵庫県豊岡市に至る一般府県道である。

## 概要
京都府与謝郡与謝野町字滝から兵庫県豊岡市但東町中山に至る。

### 路線データ
- 起点：京都府与謝郡与謝野町字滝（滝交差点、国道176号交点）
- 終点：兵庫県豊岡市但東町中山

## 地理

### 通過する自治体
- 京都府
  - 与謝郡与謝野町
- 兵庫県
  - 豊岡市

### 交差する道路
| 交差する道路                    | 都道府県名 | 市町村名 | 市町村名 | 交差する場所 | 交差する場所    |
| ------------------------------- | ---------- | -------- | -------- | ------------ | --------------- |
| 国道176号                       | 京都府     | 与謝郡   | 与謝野町 | 字滝         | 滝交差点 / 起点 |
| 兵庫県道251号赤花薬王寺線       | 兵庫県     | 豊岡市   | 豊岡市   | 但東町赤花   |                 |
| 京都府道・兵庫県道2号宮津養父線 | 兵庫県     | 豊岡市   | 豊岡市   | 但東町中山   | 後坪交差点      |

### 沿線
- 道の駅シルクのまち かや（起点付近）
- 与謝郵便局
- 与謝野町立与謝小学校
- 光明寺
- 施薬寺
- 滝の千年ツバキ公園

### 峠
- 兵庫県
  - 滝峠（与謝郡与謝野町 - 兵庫県豊岡市）